# ボゴミル派

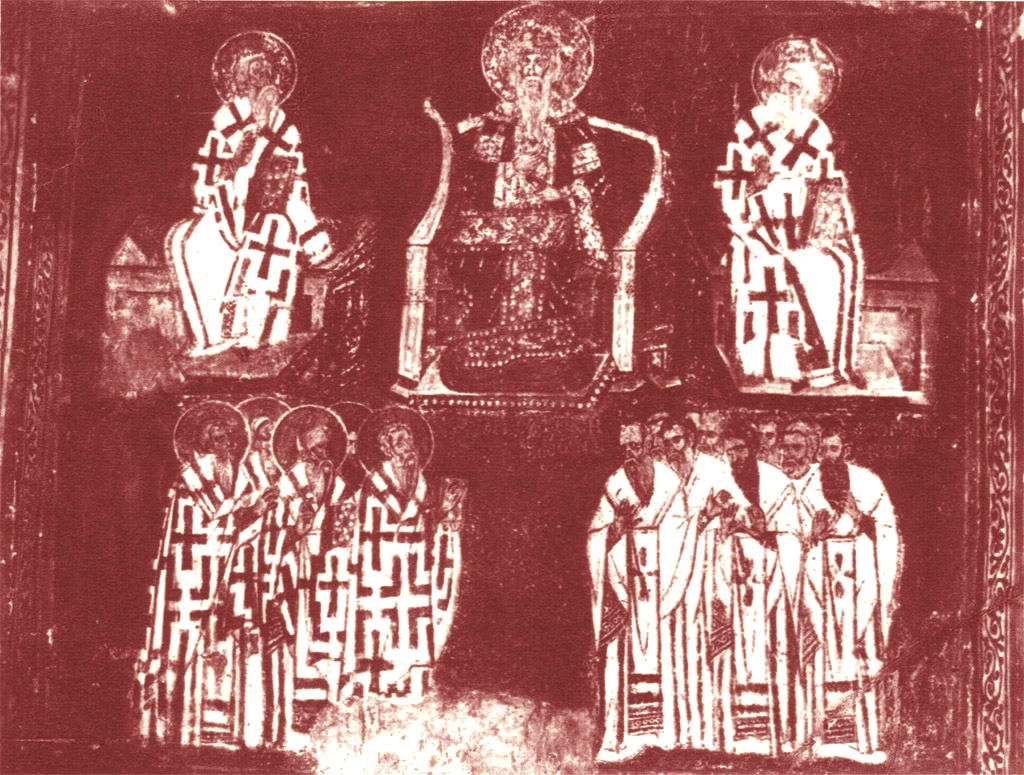
ボゴミル派に対抗するために開かれた講義会

ボゴミル派に影響を与えた思想の地域の変遷

ボゴミル派（ボゴミルは）は、10世紀半ばから14世紀末までブルガリアを中心にバルカン半島で信仰されたキリスト教の一派である。善悪二元論と現世否定に特徴があり、正教会では異端とされた。
10世紀中頃に、ブルガリア司祭のボゴミルにより開始された。ブルガリアにおいては東ローマ帝国への抵抗運動と結びつき、一部の地域では正統派をしのぐ勢いをもったが、帝国が衰えブルガリアがオスマン帝国領となり、イスラム教が入ってくると、ボゴミル派からイスラムに改宗する者も現れ、廃れた。
フランスのカタリ派（アルビジョワ派）に影響を与えたとも考えられている。

## 神話
独自の創造神話を説く。
神（真の神）には、息子が二人いた。サタナエルとミカエルという。しかしサタナエルは神に反逆してサタナ（悪魔、叛く者の意）となった。地上の世界は、サタンが神に対抗するために作り上げた。人間の魂は神が創り、肉体は混沌からサタンが作り上げた。
ミカエルは地上に来てイエス=キリストとなった。
これは人間が神を崇拝するようにするとの約束にもとづくものであったが、サタンはその約束を反故にし、人間が自分を神と崇拝するようにしむけた。これが旧約聖書の神（ヤハウェ）である、とする。

## 教義
マニ教的な善悪二元論を説く。人間の魂は、悪しき肉体に拘束されている、この世の物質的なものは全て悪魔（サタナ、ギリシア語でサタンの意）の手で作られたものである、救いのためには全ての物質的なものを否定せねばならない。
ゆえに結婚・肉欲・飲酒・肉食、また教会の機密（秘蹟）も含め、地上の物質的なもの全てが否定される。このように、グノーシス主義の影響を強く受けていると思われる。
聖像や十字架なども物質的なものとして忌避された。また東方正教会や東ローマ帝国などの聖俗の既成権力も、悪魔に由来するものとして否定する。旧約聖書も悪魔のものとして否定された。キリストの受肉も否定され、仮現説に近い教義をもっていた。